# 12524 Консьєнце
12524 Консьєнце (12524 Conscience) — астероїд головного поясу, відкритий 25 квітня 1998 року.
Тіссеранів параметр щодо Юпітера — 3,553.